# Calmon (strumień)
Calmon (hebr. נחל צלמון; ang. Tzalmon National Park) – strumień płynący w Dolnej Galilei w północnej części Izraela. Swoje źródła ma w masywie górskim Meron, przepływa przez Dolinę Chananja, a następnie przepływa między górami Kamon i Har Chazon, aby przy wschodniej krawędzi Doliny Sachnin spłynąć do depresji Rowu Jordanu, gdzie ma ujście do Jeziora Tyberiadzkiego. Na terenie wadi strumienia Calmon pomiędzy górami Kamon i Chazon, w 2005 roku utworzono park narodowy.

## Położenie
Calmon jest strumieniem płynącym w Dolnej Galilei w północnej części Izraela. Swoje źródła ma na południowych stokach masywu górskiego Meron (1208 m n.p.m.). Spływa na południowy zachód do Doliny Chananja, gdzie zasilają go strumienie HaAri i Szeva. Następnie kieruje się na zachód i obniża się w stopniowo coraz głębsze wadi. Wykręca na południe i przepływa pomiędzy górami Kamon (598 m n.p.m.) i Har Chazon (560 m n.p.m.). To tutaj, na wysokości około 200 metrów n.p.m. w obrębie wadi utworzono park narodowy. Po opuszczeniu wadi, strumień zahacza o wschodnią krawędź Doliny Sachnin. Zasilają go tutaj strumienie Chazon i Kamon. Następnie strumień Calmon spływa w kierunku południowo-wschodnim do depresji Rowu Jordanu. Na północny wschód od miejscowości Ajlabun jest położony zbiornik retencyjny Calmon. Strumień Calmon przepływa wzdłuż zbiornika, ale ich wody nie mieszają się. Następnie strumień opada w kierunku wschodnim i wpada do Jeziora Tyberiadzkiego na południe od kibucu Ginnosar.
Długość strumienia Calmon wynosi około 30 km. Przepływ wody wynosi około 300 m³ na godzinę, i spada do zaledwie 50 m³ w suchej porze roku. Strumień zachowuje przepływ przez cały rok.

## Park narodowy
Park Narodowy Calmon utworzono dla ochrony głębokiego wadi pomiędzy górami Kamon i Chazon. Wzdłuż wadi zachowały się siedliska rodzimej roślinności. Pod koniec XIX wieku w wadi pracowało czternaście młynów wodnych. Niektóre z nich pracowały jeszcze po ustanowieniu w 1948 roku niepodległego państwa Izrael. Obecnie można zwiedzać ich ruiny.
Czas zwiedzania parku wynosi około 1,5 godziny. Wzdłuż strumienia wytyczono wygodny szlak turystyczny.